# Žerůtky (Blansko)
Žerůtky (in tedesco Scherutek) è un comune della Repubblica Ceca facente parte del distretto di Blansko, in Moravia Meridionale.